# Museum Boijmans Van Beuningen

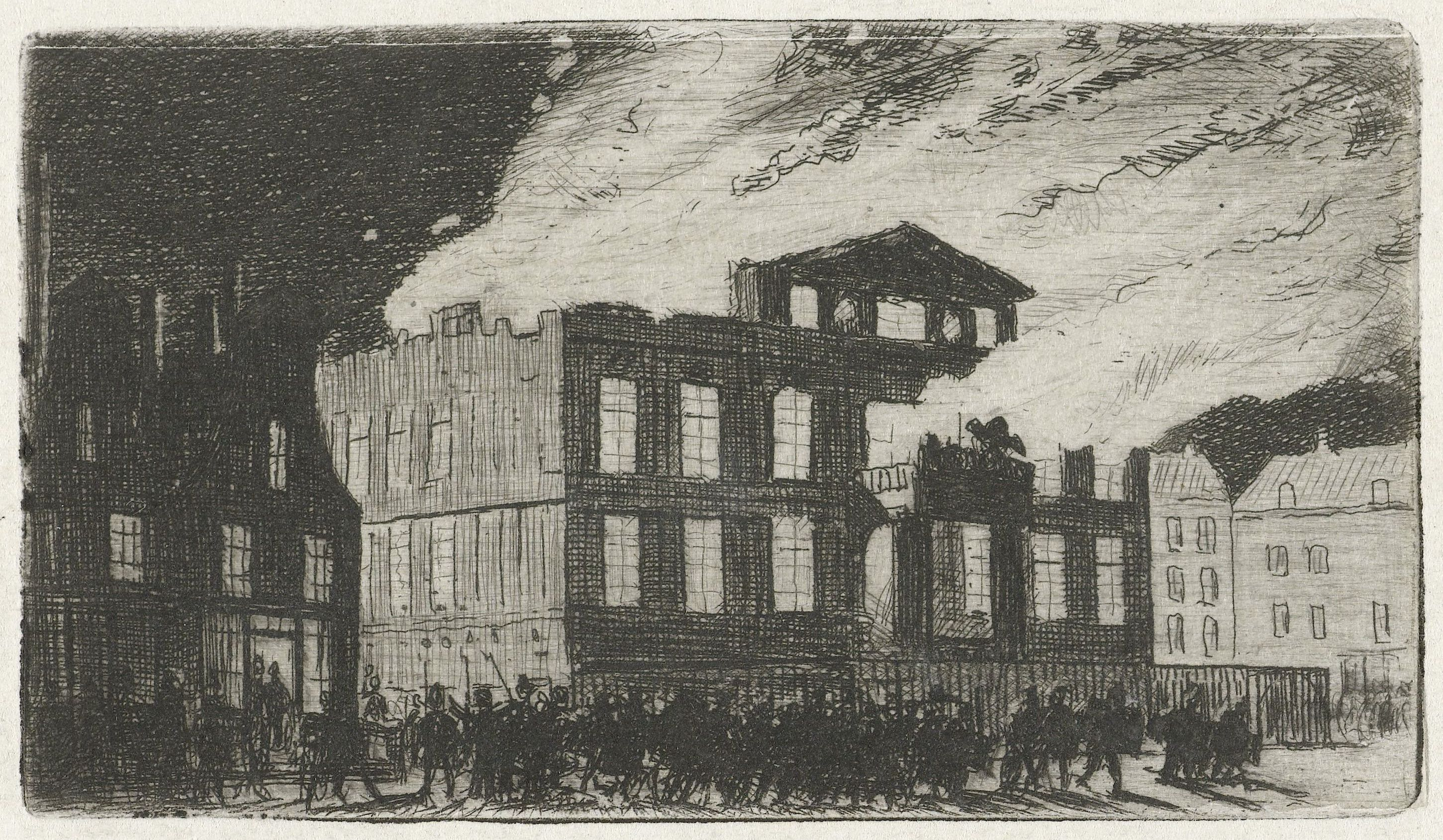
Az 1864-es tűzvész Cornelis van der Grient és Jan Weissenbruch festményén

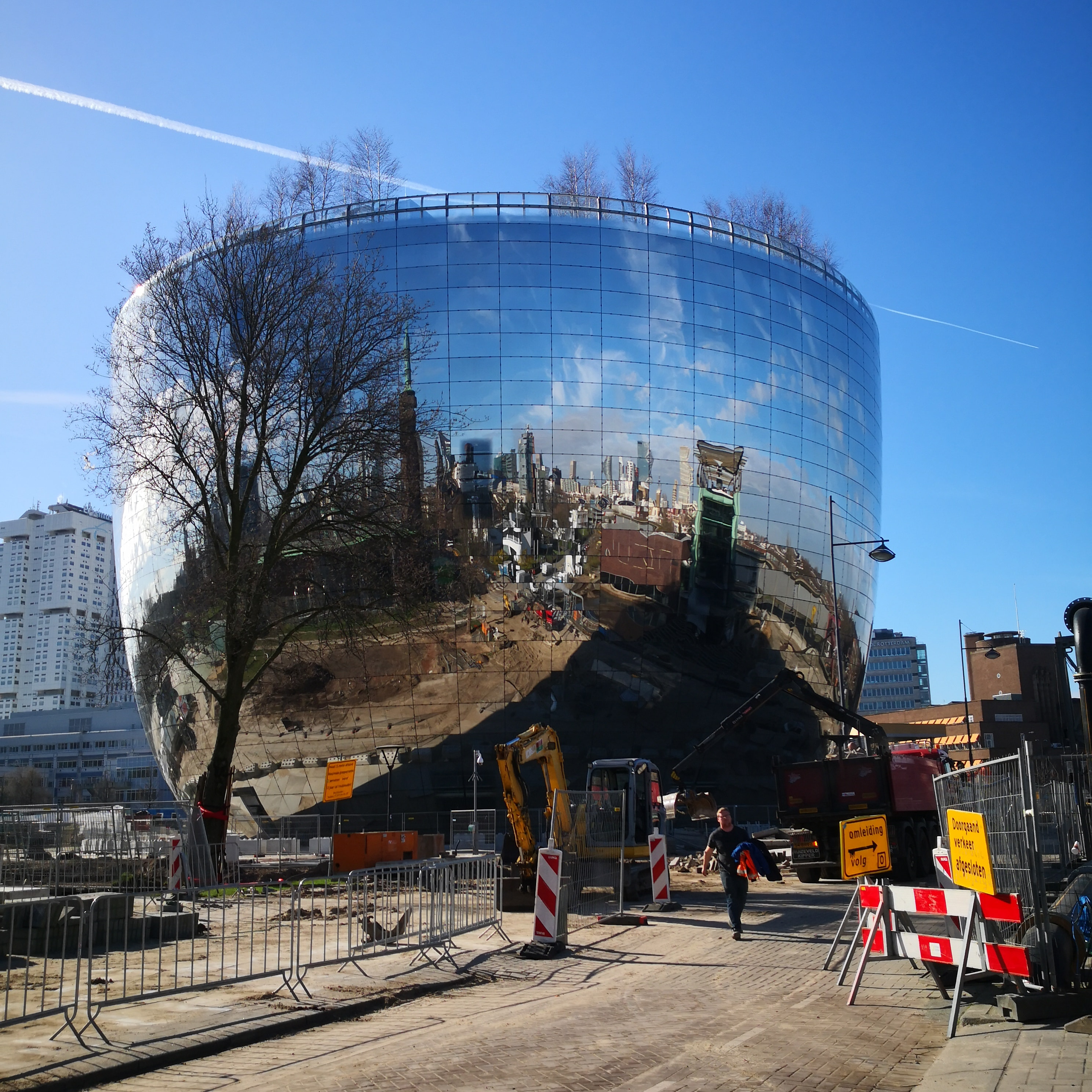
A modern raktárépület a megnyitása előtt

A Museum Boijmans Van Beuningen a hollandiai Rotterdam legnagyobb művészeti múzeuma. Nevét Frans Jacob Otto Boijmans (1767–1847) és Daniël George van Beuningen (1877–1955) műgyűjtők után kapta, akik megvetették a múzeum gyűjteményének alapjait.
A múzeum 1849-ben nyílt meg Museum Boijmans néven. 170 év alatt mintegy 151 000 alkotás került a gyűjteményébe.. Gyűjtési tevékenysége kiterjed a kora középkortól a 21. századig a holland és az európai képzőművészetek, az iparművészet és a formatervezés területére. Rajzgyűjteménye a világon a legnagyobbak közé tartózik. Büszkeségei között vannak sok más között Hieronymus Bosch, Pieter Bruegel, Rembrandt, a francia impresszionisták, Salvador Dalí alkotásai is. 
2013-ban a múzeumnak 292 711 látogatója volt. Főépületét 2019-ben átfogó rekonstrukció céljából bezárták, megnyitása 2026-ra várható. 2021-ben viszont elkészült hatalmas modern raktárépülete, ami egyedülálló módon látogatókat is fogad.

## Története
1841-ben Rotterdam városa megvásárolta a Schielandshuis 17. századi történelmi épületét múzeumi célokra. Frans Jacob Otto Boijmans 1847-ben hosszú tárgyalások után, csak egy héttel a halála előtt a városra hagyta tekintélyes műgyüjteményét, ami aztán a múzeum alapját képezte.
1864 februárjában az épületet tűzvész sújtotta, amiben más súlyos károk mellett a 480 festményből 293 darab, valamint 700 rajz, az állomány negyede elpusztult. A mentést hátráltatta, hogy a közeli csatornát vastag jég borította.
A károk egy részét biztosítás fedezte, és az újjáépítés után újra megkezdték a gyűjtemény bővítését például Peter Paul Rubens egy rajzának megvásárlásával. Ajándékozások, örökhagyások révén is gazdagodott a múzeum. Anyagi okok miatt azonban ekkoriban utasították el Vermeer A csipkeverő nő című festményének elfogadását egy örökség keretében.
1903-ban vásárolták meg egy aukción Vincent van Gogh első két festményét a gyűjtemény számára. 1923-ban a múzeum hozzájutott Adriaan Jacob Domela Nieuwenhuis híres műgyűjtő nagyrészt grafikákat tartalmazó kollekciójához. 
1935-ben a az intézmény új, Ad van der Steur városi építész által Dirk Hannema akkori múzeumigazgató útmutatásai alapján, immár múzeumi célokra tervezett épületbe költözött.
A múzeum történetének fekete lapja volt 1937-ben egy hamis Vermeer vásárlása Han van Meegeren hamisítótól. 
1958-ban a múzeum a rotterdami önkormányzat támogatásával megszerezte Daniël George van Beuningen, a rotterdami kikötő egyik vezető vállalkozója művészeti gyűjteményét az özvegyétől. A tranzakció elősegítése érdekében a múzeum nevét ekkor változtatták Museum Boijmans Van Beuningenre.
Sokat köszönhet a múzeum más szenvedélyes magángyűjtőknek is, akiknek szerteágazó érdeklődése alapozta meg a gyűjtemény sokszínűségét. A huszadik század második felében saját vásárlásai is egyre szaporodtak, de az intézmény továbbra is profitál a gyűjtők nagylelkűségéből. 1981-ben például a Van Beuningen-de Vriese házaspárnak köszönhetően a múzeum az iparosodás előtti edények kiterjedt gyűjteményét szerezte meg.
Kalandos körülmények között Franz Koenigs német vállalkozó-műgyűjtő kollekciója is a múzeum tulajdonába került. Koenigs a második világháború előtt Hollandiába költözött gyűjteményével és felvette a holland állampolgárságot. Kollekcióját Van Beuningen és mások a múzeum céljaira megvásárolták, de annak egy értékes részét a náci Németország képviselőjének adták el egy leendő linzi „Führermuseum” számára. Ezek a művek azután hadizsákmányként a Szovjetunió birtokába kerültek, majd a darabjai fokozatosan kerültek vissza Hollandiába az NDK-ból 1987-ben, a moszkvai Puskin Múzeumból 1992-ben illetve Kijevből 2004-ben.
2019 májusában a múzeum átfogó felújítás céljából bezárt. A munkák várhatóan egy évtizedet vesznek igénybe, csakúgy, mint az az amszterdami Rijksmuseum esetében is történt. A gyűjtemények egy részét ez időre kikölcsönözték más holland és külföldi múzeumoknak. 2021-re elkészült az addigi nedves, veszélyes pinceraktárak helyébe lépő új, ultramodern raktárépület, a Depot Boijmans Van Beuningen is, amelyben egyedülálló módon látogatókat is fogadnak.

## Néhány kiemelkedő alkotás

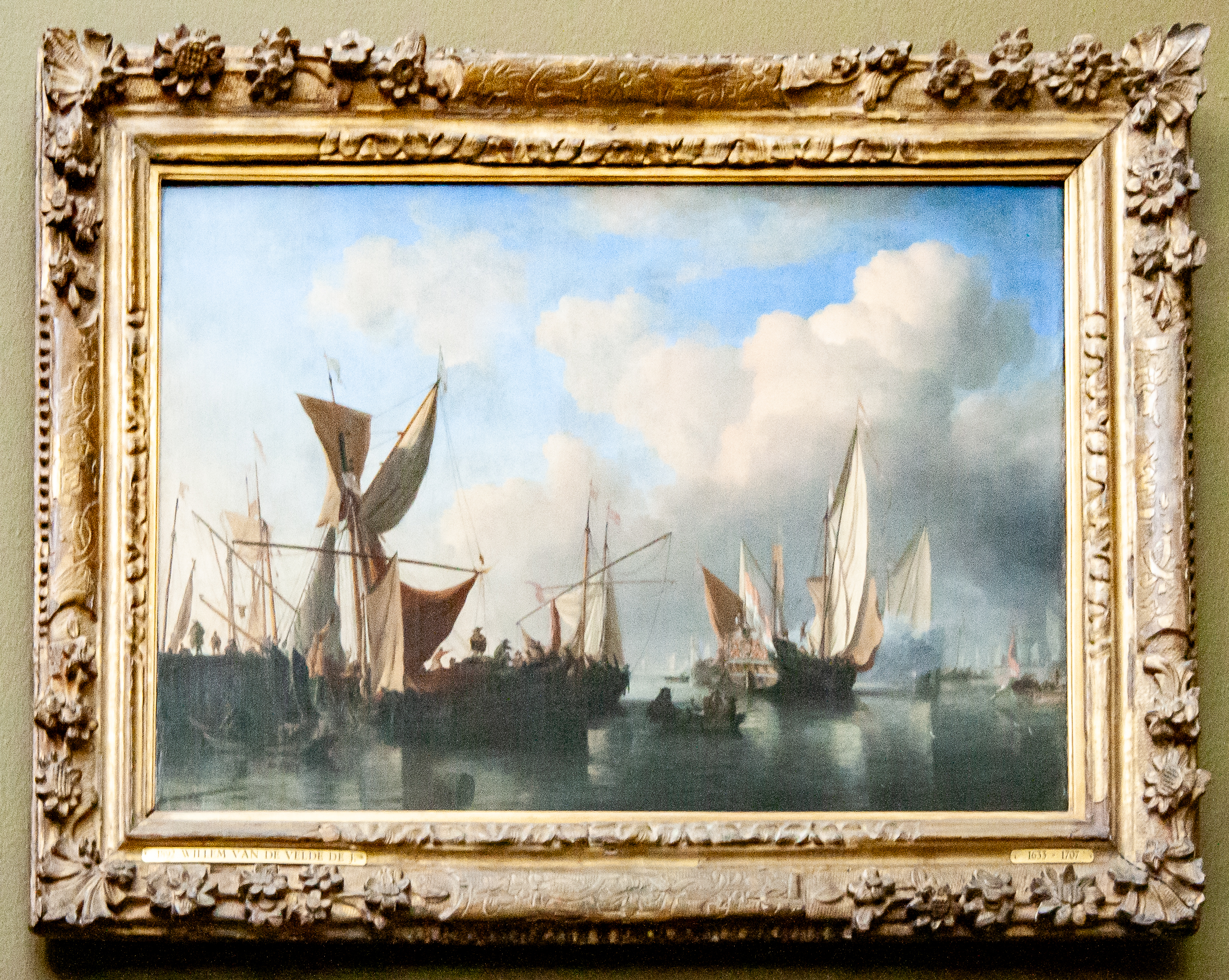
Ifj. Van de Velde - Kikötő
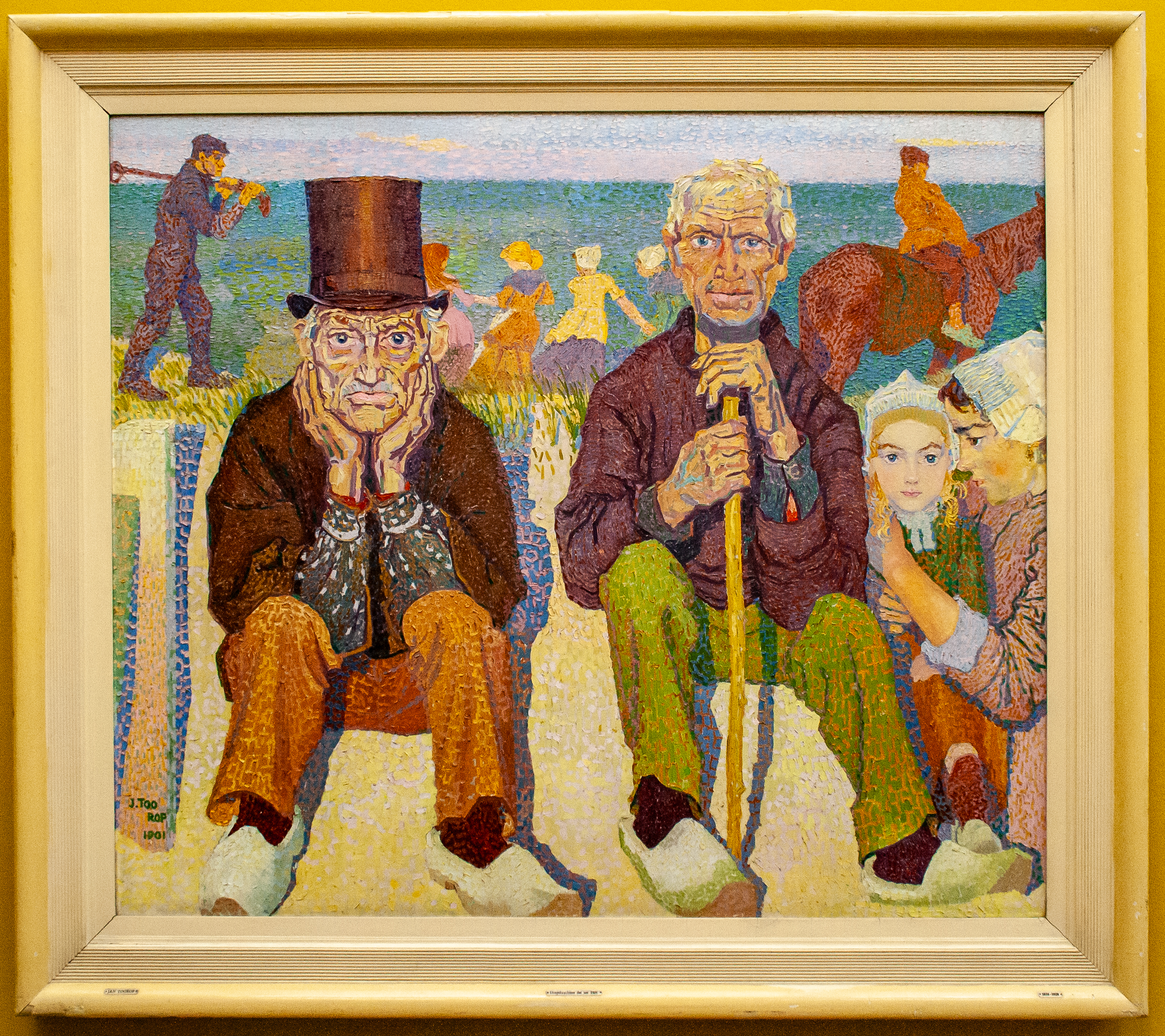
Toorop - Két öreg a tengerparton
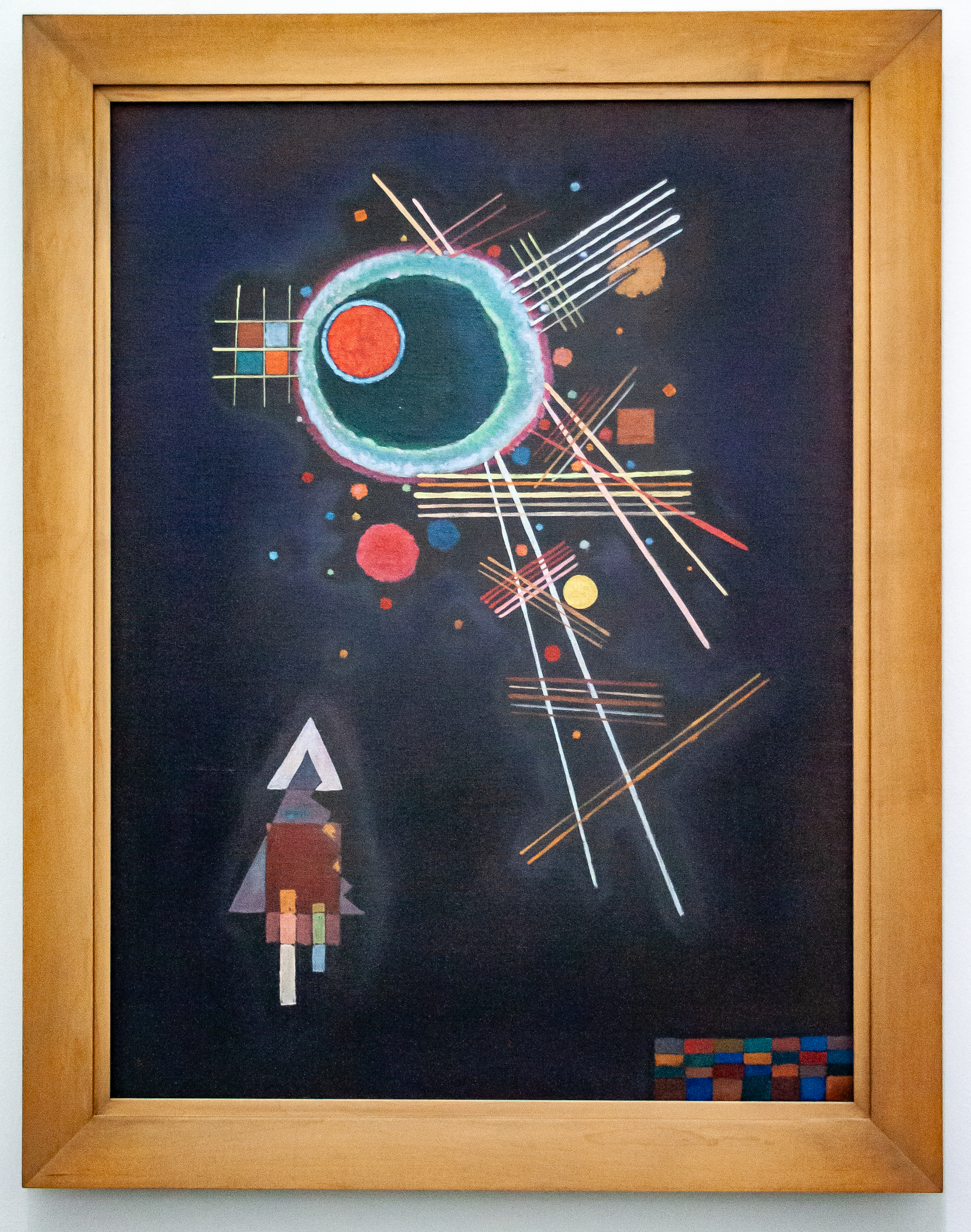
Kandinszkij - Sugarak
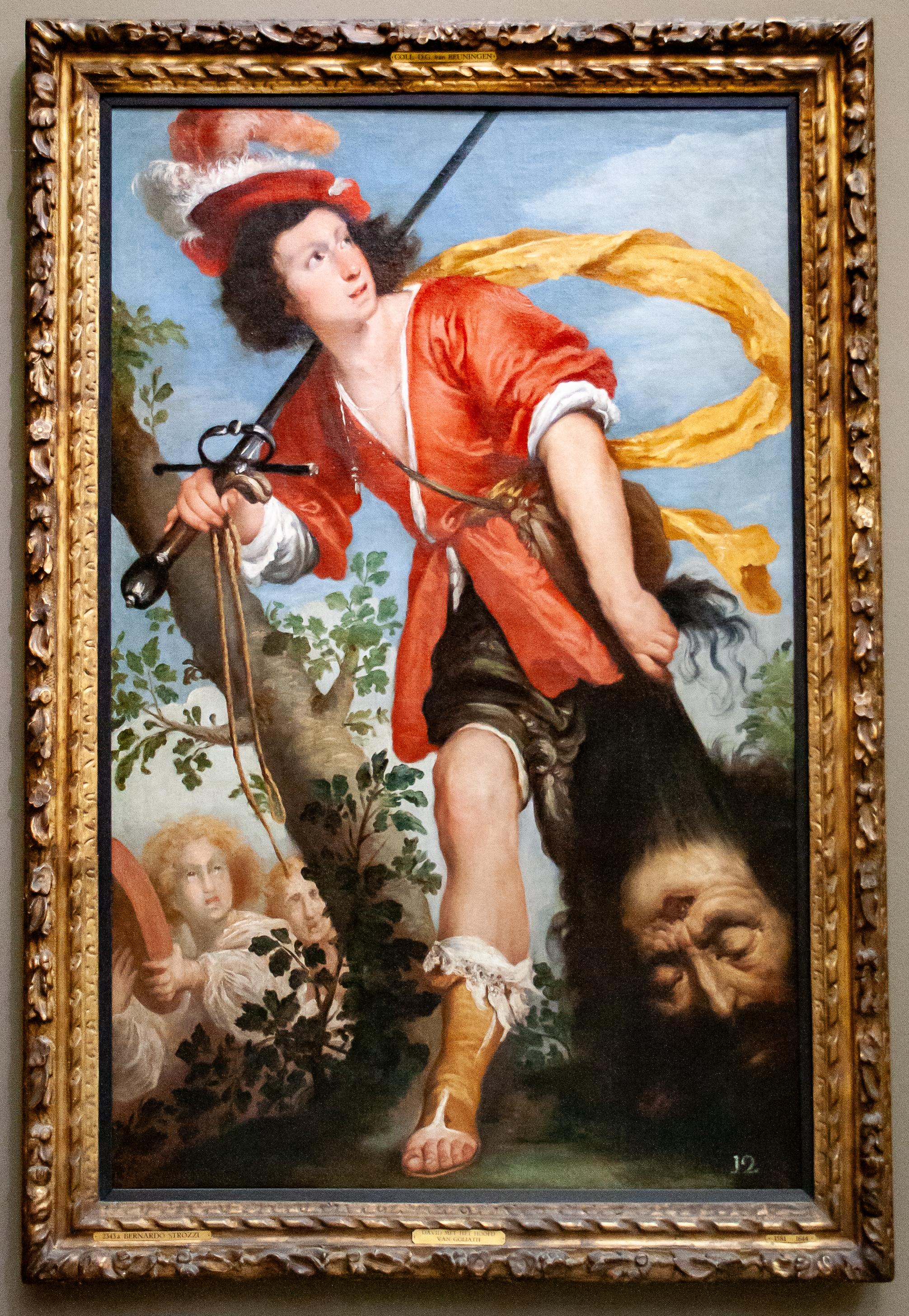
Strozzi - Dávid Góliát fejével

## Hieronymus Bosch: A pokol és az özönvíz
Egy triptichon két szárnya a múzeumban, körüljárhatóan kiállítva. A középső rész elveszett.

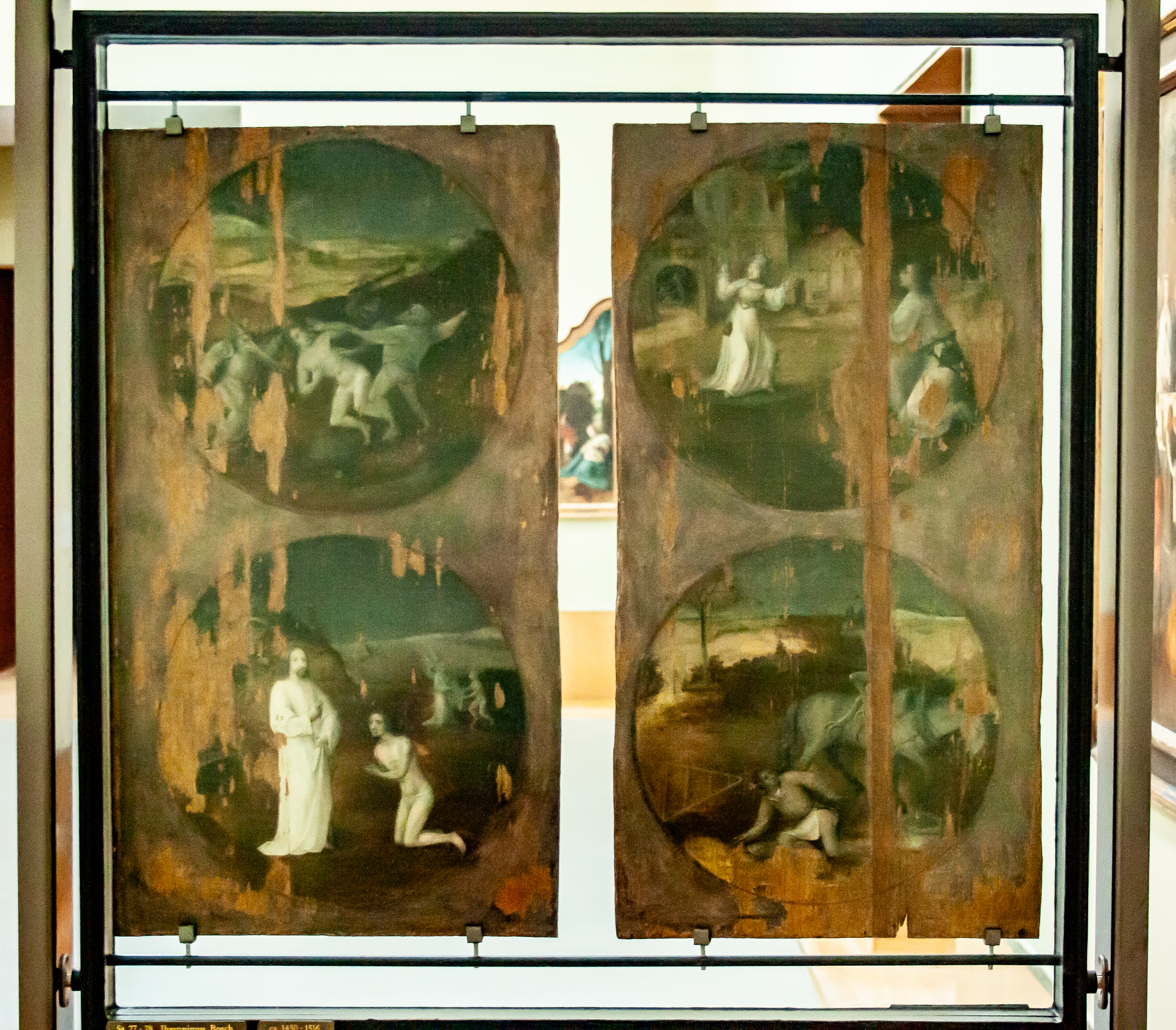
Külső oldalak
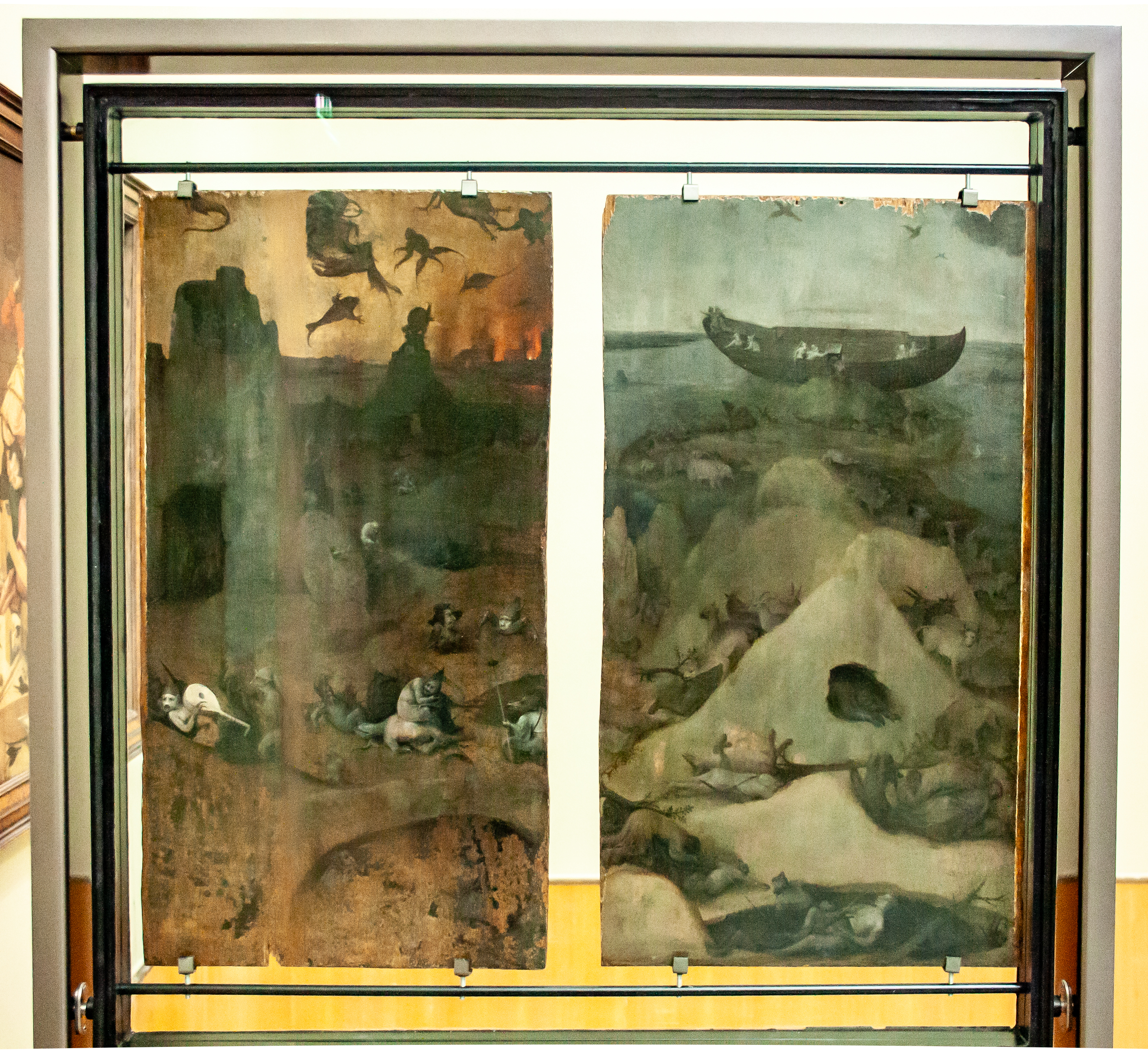
Belső oldalak

## Fordítás
- Ez a szócikk részben vagy egészben  a   Museum Boijmans Van Beuningen című holland Wikipédia-szócikk ezen változatának fordításán alapul.  Az eredeti cikk szerkesztőit annak laptörténete sorolja fel. Ez a jelzés csupán a megfogalmazás eredetét és a szerzői jogokat jelzi, nem szolgál a cikkben szereplő információk forrásmegjelöléseként.